# Liste der Kulturdenkmale in Fitzbek
In der Liste der Kulturdenkmale in Fitzbek sind alle Kulturdenkmale der schleswig-holsteinischen Gemeinde Fitzbek (Kreis Steinburg) aufgelistet (Stand: 10. März 2025). 

## Legende
In den Spalten befinden sich folgende Informationen:
- Objekt-ID: die Nummer des Kulturdenkmales
- Lage: die Adresse des Kulturdenkmales und die geographischen Koordinaten. Kartenansicht, um Koordinaten zu setzen. In der Kartenansicht sind Kulturdenkmale ohne Koordinaten mit einem roten Marker dargestellt und können in der Karte gesetzt werden. Kulturdenkmale ohne Bild sind mit einem blauen Marker gekennzeichnet, Kulturdenkmale mit Bild mit einem grünen Marker.
- Offizielle Bezeichnung: Bezeichnung des Kulturdenkmales
- Beschreibung: die Beschreibung des Kulturdenkmales
- Bild: ein Bild des Kulturdenkmales

## Bauliche Anlagen
| Objekt-ID | Lage                                      | Offizielle Bezeichnung | Beschreibung | Bild |
| --------- | ----------------------------------------- | ---------------------- | --- | ---- |
| 53950     | Denkmalsweg 10 (54° 0′ 6″ N, 9° 46′ 2″ O) | Kate                   | Kate; 1. Hälfte 18. Jh.; reetgedeckte Zweiständerfachhallenkate mit zweifach vorkragendem, verbrettertem Wirtschaftsgiebel, rußgeschwärzte Ständerkonstruktion im Inneren - Begründung: geschichtlich, städtebaulich, Kulturlandschaft prägend - Schutzumfang: Kate, - Denkmaltyp: Bauliche Anlage | BW   |